# Fast ein Liebeslied
Fast ein Liebeslied je šesté studiové album Hany Hegerové a třetí v německém jazyce. Album vyšlo roku 1974 v Německu. Je složené z 12 písní. 

## Seznam skladeb
1. Bei Mir Steht Der Mond Nicht Im Richtigen Haus
2. Wege Nach Rom
3. Opernstar
4. Die Macht Der Musik Oder: Das Macht Die Musik
5. Das Lied Vom Apfelbaum
6. Hier Möchte Ich Mit Dir Ein Weilchen Bleiben
7. Fast Ein Liebeslied
8. Noch Eine Zigarette
9. Augen, Hell Wie Bergkristalle
10. Jede Nacht Im Traum
11. Der Tod Hat Immer Ein Bein In Der Tür
12. Deine Leiden Kümmern Keinen